# 三星Galaxy Pocket
Samsung Galaxy Pocket是韩国三星公司在2011年發表的入門式智慧型電話，於2012年3月開始生產販售。Galaxy Pocket配備Galaxy系列裏最小的2.8寸顯示屏，類似Galaxy Y。Galaxy Pocket配備一個832MHz的處理器，可使用3G，Wi-Fi和藍牙3.0。

## 特色
Galaxy Pocket配有一个2.8寸的屏幕，並包括3个GB的儲存空間。Galaxy Pocket備有一个832 MHz的处理器，可以使用3G，Wi-Fi和蓝牙。它还具有一个200万像素摄像头，HSDPA3.6的TouchWiz和GPS。Galaxy Pocket運行Android2.3(Gingerbread)，最高可以升级到版本2.3.6。Galaxy Pocket的體積細小，如名字一樣可以轻松放在口袋裏。